# 完顏阿離合懣
完顏阿离合懑（1071年—1119年），金景祖完顏烏骨乃之子，金朝政治人物，曾任國論乙室勃极烈。有子完顏赛也、完顏斡論。

## 生平
完顏阿离合懑為金景祖完顏烏骨乃之子，母温迪痕氏。1115年任國論乙室勃极烈。他和完顏蒲家奴及完顏宗翰是勸完顏阿骨打于1115年稱帝的主要人物。《金史》記錄完顏阿骨打當年本不欲稱帝，但此三人對完顏阿骨打說：“今大功已集，若不以时建号，无以系天下心。”才勸得完顏阿骨打重新考慮。
完顏阿离合懑號稱過目不忘。一開始女真人沒有文字，完顏阿离合懑能夠在開會議事時默记，并和完顏斜葛同修金朝谱牒。碰到不認識的人，只要知道其父輩祖輩的名字，就能說出其部族的來歷。陳年旧事，偶而因為其他事情涉及到，當事人已經差不多忘了，他還能辄一一說得出來，有质疑的人也能夠解釋清楚。金世祖曾說他的强记能力，是別人不可及的。
完顏阿离合懑临死時還上奏陳事，金太祖大哭評价說：“临终不乱，念及国家事，真贤臣也。”下葬時金太祖亲临。金熙宗时追封為隋国王。天德年間（1149年－1153年），改封开府仪同三司、隋国公。金世宗大定年间，配飨太祖庙廷，谥號刚宪。

## 家庭
- 長子：完顏賽也
  - 孫：完顏宗尹
  - 孫：完顏宗寧
- 次子：完顏斡論
  - 孫：完顏恧里乃
  - 孫：完顏宗道

## 延伸阅读
[在维基数据编辑]
 《金史·卷73》，出自脱脱《遼史》